# ΑΘΕ
 (septembre 2018).
Si vous disposez d'ouvrages ou d'articles de référence ou si vous connaissez des sites web de qualité traitant du thème abordé ici, merci de compléter l'article en donnant les références utiles à sa vérifiabilité et en les liant à la section « Notes et références ».
ΑΘΕ est une inscription gravée sur certaines pièces de monnaie de la Grèce antique comme de la Grèce moderne. C’est une abréviation du mot ΑΘHNAIΩN que l'on peut traduire par « venant des Athéniens ».

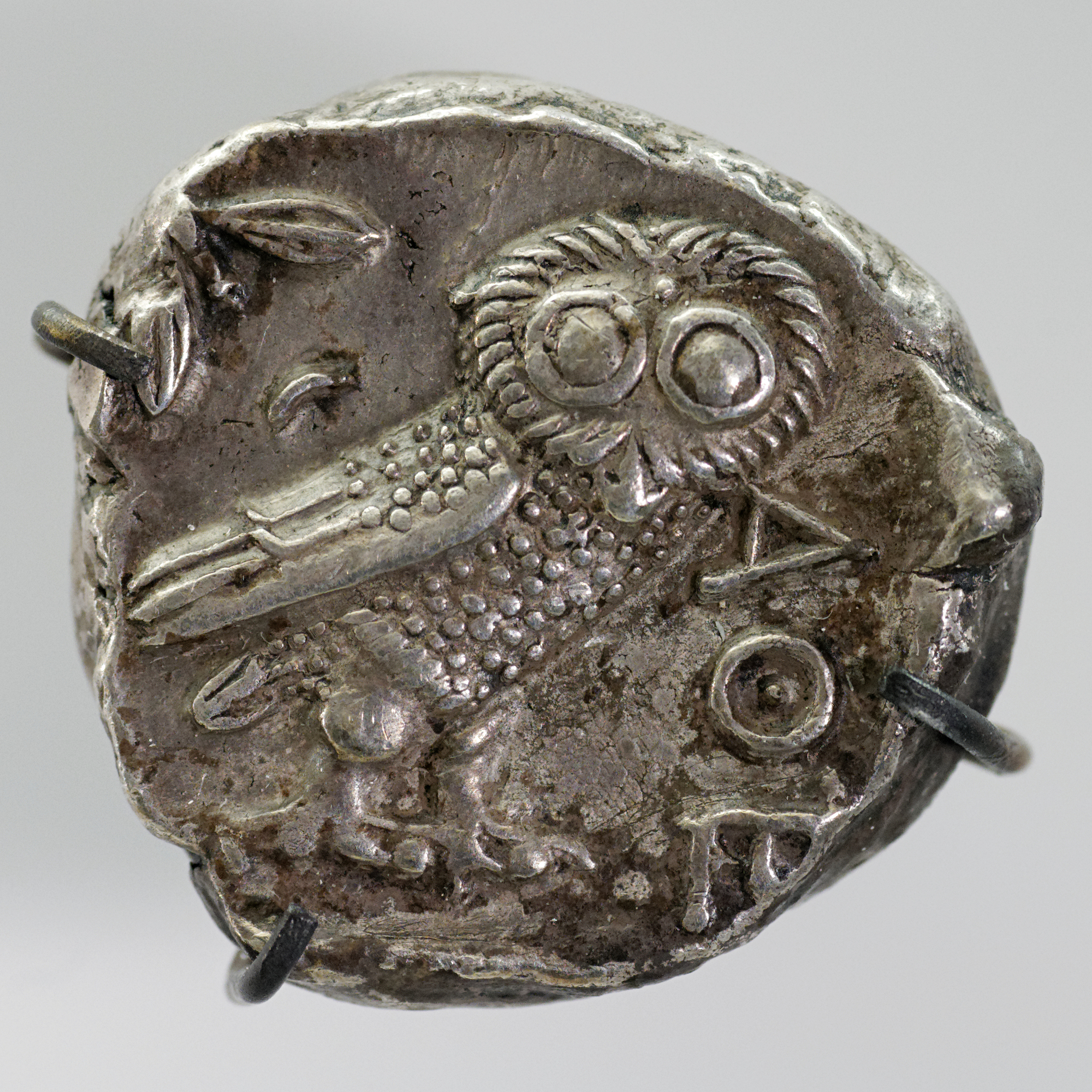
Tétradrachme d'argent frappé par Athènes, vers 450 av. J.-C., revers : chouette (emblème de la déesse Athéna, protectrice de la cité) à droite et tête de face, rameau d'olivier et croissant de lune, inscription ΑΘΕ.

| 2002- | Grèce, Drachme antique | Grèce, Drachme antique |
| 2002- | Une pièce d'une tétradrachme athénienne représentant une chouette et une branche d'olivier, symbole de la déesse grecque de la sagesse, Athéna et comportant l'inscription (en grande partie cachée) ΑθΕ, abréviation de ΑΘΗΝΑΙΟΝ (athénien). Superposé à l'inscription, la valeur nominale en grec, 1 ΕΥΡΩ, en deux lignes. Le tout est entouré des douze étoiles du drapeau européen, entre lesquels est indiqué le millésime en deux parties, sur l'anneau extérieur. |                        |
| 2002- | Graveur : Georgios Stamatopoulos |                        |